# Record Heaven
Record Heaven är ett svenskt independent-skivbolag, som funnits sedan 70-talet. I början av 80-talet började Record Heaven med mailorder och distribution av CD-skivor och LP-skivor. Idag är Record Heaven först och främst specialiserade inom E-handel, och har som mål att erbjuda kunderna det bästa inom krautrock, progrock, stonerock etc.
Record Heaven driver ett skivbolag som heter Transubstans Records. Transubstans Records riktar huvudsakligen in sig på psykedelisk-, progressiv- och jazzrock. Huvudkontoret är beläget i Skivarp, Skåne.